# Порше
По̀рше (Porsche) е световноизвестен германски производител на автомобили от най-висок ценови и стилов клас.
Производствените мощности на фирмата са в град Щутгарт, провинция Баден-Вюртемберг, Германия. В „Порше“ работят 24 481 служители по данни към 2015 г.

## Мото, символи и история
Мотото на марката е „Няма заместител“.
Автомобилният стил на „Порше“ е уникален и е израз на неподражаемост, изисканост и пъргавина. Рекламно лице на „Porsche“ е руската тенисистка Мария Шарапова.
Фирмата производител заедно с търговската марка са основани от Фердинанд Порше през 1931 г.
От 1 август 2012 г. те са част от групата на „Фолксваген“ АД.
През май 2006 г. след проведено проучване Порше е наградено с престижното звание „Най-престижна марка автомобили“. Анкетирани са повече от 500 домакинства с минимален годишен приход $ 200 000 и състояние възлизащо на поне $ 720 000.

## Модели
„Каталогът“ на „Porsche“ започва със спортния роудстър Boxter и стига до най-популярния им и култов модел 911.
Cayman е спортна кола с твърд покрив (не кабрио) от класа на „Бокстер“, но в малко по-висок ценови диапазон. „Кайен“ е луксозният SUV, който компанията пуска в производство през 2002 г. „Карера“ е „супер-колата“, която е пусната през май 2004 г. Фирмата произвежда и луксозна лимузина с името Panamera. Култовият модел на марката е 911 Turbo.

### Известни модели
- Porsche Cayman
- Porsche Boxster
- Porsche Panamera
- Porsche Cayenne
- Porsche Macan
- 2016 Porsche 911

## Характеристика
Като компания, Порше е позната за своята постоянна финансова устойчивост по време на промените в пазарните условия, въпреки че задържа по-голямата част от продукцията си в Германия по време, в което повечето европейски производители изместват заводите си в Източна Европа. Управлението и главната фабрика все още са в Цуфенхаузен – Щутгарт, но Cayenne (и Carrera GT) се произвеждат в Лайпциг, Германия и Братислава, Словакия (само SUV-a). По-голямата част от производството на Boxter и Cayman е поверено на финландските заводи „Valmet Automotive“. Porsche е особено успешна през последните години и има най-висока печалба от всяка продадена бройка, а именно $9000 долара. За сравнение Toyota печели по $1000 от всеки продаден автомобил.

## Порше във Формула 1

### Порше като конструктор във Формула 1
Porsche участва със своя кола във Формула 1 в периода 1958 – 1964 г., като произвежда и шасито и двигателя си. Резултати:

#### Победи на Porsche във Формула 1
| N | Година | Пилот     | Двигател | Гуми | Голяма награда | Писта | Статистика |
| - | ------ | --------- | -------- | ---- | -------------- | ----- | ---------- |
| 1 | 1962   | Дан Гърни | Porsche  | D    | Франция        | Руан  | Статистика |

- 1 пол-позишън – Голямата награда на Германия 1962
- 5 подиума
- 35 участия

### Порше като доставчик на двигатели във Формула 1
Виж: ТАГ-Порше